# Letto di ossa
Letto di ossa (The bone bed) è un romanzo della scrittrice statunitense Patricia Cornwell pubblicato nel 2012.

## Trama
Alberta, Canada. Quando una famosa paleontologa scompare da uno scavo in cui ci sono i resti di un dinosauro, Kay Scarpetta capisce immediatamente che questo sarà il suo nuovo caso. Nel frattempo a Boston viene ritrovato un corpo che rivela degli indizi legati alla sparizione della paleontologa, in particolare delle tracce di creature risalenti all'era dei dinosauri, nonché ad altri casi insoluti che sembrano non avere niente in comune tra loro. Cosa e chi c'è dietro tutto questo? E di chi si può fidare Kay Scarpetta? Il collega investigatore Pete Marino e il marito Benton Wesley sono entrambi insoddisfatti per come stanno andando le cose al Cambridge Forensic Center e la nipote Lucy ha un atteggiamento più riservato e misterioso del solito. Sentendosi tradita da quelli più vicini a lei, Kay teme questa volta di essere davvero sola di fronte a un nemico scaltro, potente e temibile che sembra impossibile sconfiggere.

## Edizioni
- Patricia Cornwell, Letto di ossa, Arnoldo Mondadori Editore, 2012, ISBN 978-88-04-62674-9.